# Rally della Nuova Zelanda 2004
Il Rally della Nuova Zelanda 2004, ufficialmente denominato 35th Propecia Rally New Zealand (34th Propecia Rally New Zealand secondo altre fonti), è stata la quarta prova del campionato del mondo rally 2004 nonché la trentacinquesima edizione del Rally della Nuova Zelanda e la ventiquattresima con valenza mondiale. 
La manifestazione si è svolta dal 15 al 18 aprile sugli sterrati che attraversano i territori nord-occidentali dell'Isola del Nord nell'area attorno ad Auckland, base designata per il rally, con due parchi assistenza allestiti per l'occasione: il primo nella località di Paparoa, 150 km a nord di Auckland, che servì le frazioni del venerdì e del sabato, e il secondo a Raglan, a sud di Auckland, da utilizzarsi nella giornata finale. La prova speciale numero 7: Possum (Cassidy-Bull), la più lunga del rally con i suoi 48,21 km, venne dedicata alla memoria del pilota di casa Possum Bourne, a quasi un anno di distanza dalla sua morte.
L'evento è stato vinto dal norvegese Petter Solberg, navigato dal britannico Phil Mills, alla guida di una Subaru Impreza WRC2004 della squadra 555 Subaru WRT, al loro primo successo stagionale e al sesto in carriera, precedendo al secondo posto la coppia finlandese formata da Marcus Grönholm e Timo Rautiainen, su Peugeot 307 WRC della scuderia Marlboro Peugeot Total, al loro secondo podio stagionale, e al terzo quella composta dall'estone Markko Märtin e dal britannico Michael Park, su Ford Focus RS WRC 04 del team Ford BP Rallye Sport, vettura evoluzione che debuttò proprio qui in Nuova Zelanda. Dopo quattro gare la classifica piloti vedeva in vetta quattro piloti racchiusi in soli tre punti: Märtin in testa con 26, Loeb a 25, Grönholm a 24 e Solberg a quota 23; tra i costruttori invece Ford continuò a guidare la graduatoria con Citroën seconda a nove lunghezze di distacco e Peugeot che accorciò lo svantaggio attestandosi a 14 punti dalla vetta.
In Nuova Zelanda si disputava anche la terza tappa del campionato PWRC, che ha visto vincere l'equipaggio austriaco costituito da Manfred Stohl e Ilka Minor, su Mitsubishi Lancer Evo VII della scuderia OMV World Rally Team.

## Dati della prova
| Denominazione ufficiale             | Propecia Rally New Zealand                                                                                                   |
| Edizione N°                         | 35 |
| Tappa N°                            | 4 di 16 |
| Data manifestazione                 | da giovedì 15/04/2004 a domenica 18/04/2004                                                                                  |
| Sede ospitante                      | Auckland (distretto di Auckland, Regione di Auckland)                                                                        |
| Sedi del parco assistenza           | Prima e seconda frazione: Paparoa (distretto di Kaipara, Northland). Terza frazione: Raglan (distretto di Waikato, Waikato). |
| Superficie                          | Terra |
| Direttore di gara                   | Morrie Chandler |
| Iscritti                            | 58 |
| Partiti                             | 58 |
| Arrivati                            | 35 (60,3%) |
| Prove speciali                      | 23 |
| Prova più breve                     | 2,10 km (PS1, PS2, PS8 e PS9: Manukau Super)                                                                                 |
| Prova più lunga                     | 48,21 km (PS7: Possum (Cassidy-Bull))                                                                                        |
| Prova più lenta                     | velocità media di 82,52 km/h (PS20: Whaanga Coast 1)                                                                         |
| Prova più veloce                    | velocità media di 119,09 km/h (PS14: Parahi 2)                                                                               |
| Lunghezza prove speciali            | 395,50 km (25,4% della distanza totale)                                                                                      |
| Lunghezza complessiva trasferimenti | 1162,39 km |
| Distanza totale                     | 1557,89 km |

## Itinerario
| Frazione   | Data   | Prova  | Ora                                                         | Nome                                                        | Lunghezza | Totale    |  |
| ---------- | ------ | ------ | ----------------------------------------------------------- | ----------------------------------------------------------- | --------- | --------- |  |
| Frazione 1 | 15 apr | PS1    | 19:25                                                       | Manukau Super 1                                             | 2,10 km   | 141,92 km |  |
| Frazione 1 | 15 apr | PS2    | 19:55                                                       | Manukau Super 2                                             | 2,10 km   | 141,92 km |  |
| Frazione 1 | 15 apr |        | 20:10                                                       | Cambio gomme e rifornimento – Supa Centa, Auckland (10 min) | –         | 141,92 km |  |
| Frazione 1 | 16 apr |        |                                                             |                                                             |           | 141,92 km |  |
| Frazione 1 |        | 09:40  | Assistenza – Paparoa (10 min)                               | –                                                           |           | 141,92 km |  |
| Frazione 1 | PS3    | 10:13  | Wairere 1                                                   | 18,90 km                                                    |           | 141,92 km |  |
| Frazione 1 | PS4    | 10:51  | Cassidy                                                     | 15,78 km                                                    |           | 141,92 km |  |
| Frazione 1 | PS5    | 11:14  | Bull                                                        | 31,73 km                                                    |           | 141,92 km |  |
| Frazione 1 |        | 12:30  | Assistenza – Paparoa (20 min)                               | –                                                           |           | 141,92 km |  |
| Frazione 1 | PS6    | 13:13  | Wairere 2                                                   | 18,90 km                                                    |           | 141,92 km |  |
| Frazione 1 | PS7    | 13:51  | Possum (Cassidy-Bull)                                       | 48,21 km                                                    |           | 141,92 km |  |
| Frazione 1 |        | 15:10  | Assistenza – Paparoa (20 min)                               | –                                                           |           | 141,92 km |  |
| Frazione 1 | PS8    | 19:25  | Manukau Super 3                                             | 2,10 km                                                     |           | 141,92 km |  |
| Frazione 1 | PS9    | 19:46  | Manukau Super 4                                             | 2,10 km                                                     |           | 141,92 km |  |
| Frazione 1 |        | 20:11  | Cambio gomme e rifornimento – Supa Centa, Auckland (10 min) | –                                                           |           | 141,92 km |  |
|            |        |        |                                                             |                                                             |           |           |  |
| Frazione 2 | 17 apr |        | 07:30                                                       | Assistenza – Paparoa (45 min)                               | –         | 138,84 km |  |
| Frazione 2 | 17 apr | PS10   | 11:23                                                       | Parahi 1                                                    | 25,18 km  | 138,84 km |  |
| Frazione 2 | 17 apr | PS11   | 12:16                                                       | Batley 1                                                    | 16,97 km  | 138,84 km |  |
| Frazione 2 | 17 apr | PS12   | 12:44                                                       | Waipu Gorge 1                                               | 11,24 km  | 138,84 km |  |
| Frazione 2 | 17 apr | PS13   | 13:07                                                       | Brooks 1                                                    | 16,03 km  | 138,84 km |  |
| Frazione 2 | 17 apr |        | 14:20                                                       | Assistenza – Paparoa (20 min)                               | –         | 138,84 km |  |
| Frazione 2 | 17 apr | PS14   | 15:13                                                       | Parahi 2                                                    | 25,18 km  | 138,84 km |  |
| Frazione 2 | 17 apr | PS15   | 16:06                                                       | Batley 2                                                    | 16,97 km  | 138,84 km |  |
| Frazione 2 | 17 apr | PS16   | 16:34                                                       | Waipu Gorge 2                                               | 11,24 km  | 138,84 km |  |
| Frazione 2 | 17 apr | PS17   | 16:57                                                       | Brooks 2                                                    | 16,03 km  | 138,84 km |  |
| Frazione 2 | 17 apr |        | 17:50                                                       | Assistenza – Paparoa (20 min)                               | –         | 138,84 km |  |
|            |        |        |                                                             |                                                             |           |           |  |
| Frazione 3 | 18 apr |        | 08:50                                                       | Assistenza – Raglan (45 min)                                | –         | 114,74 km |  |
| Frazione 3 | 18 apr | PS18   | 09:54                                                       | Te Hutewai 1                                                | 11,15 km  | 114,74 km |  |
| Frazione 3 | 18 apr | PS19   | 10:17                                                       | Te Papatapu 1                                               | 16,62 km  | 114,74 km |  |
| Frazione 3 | 18 apr | PS20   | 10:45                                                       | Whaanga Coast 1                                             | 29,60 km  | 114,74 km |  |
| Frazione 3 | 18 apr |        | 11:45                                                       | Assistenza – Raglan (20 min)                                | –         | 114,74 km |  |
| Frazione 3 | 18 apr | PS21   | 12:28                                                       | Te Hutewai 2                                                | 11,15 km  | 114,74 km |  |
| Frazione 3 | 18 apr | PS22   | 12:51                                                       | Te Papatapu 2                                               | 16,62 km  | 114,74 km |  |
| Frazione 3 | 18 apr | PS20   | 13:19                                                       | Whaanga Coast 2                                             | 29,60 km  | 114,74 km |  |
| Frazione 3 | 18 apr |        | 14:04                                                       | Assistenza – Raglan (20 min)                                | –         | 114,74 km |  |
| Totale     | Totale | Totale | Totale                                                      | Totale                                                      | Totale    | 395,50 km |  |

## Risultati

### Classifica
| Pos.                   | Nº       | Pilota            | Co-pilota           | Auto                       | Squadra                     | Classe    | Tempo     | Distacco | Punti    |
| Generale               | Generale | Generale          | Generale            | Generale                   | Generale                    | Generale  | Generale  | Generale | Generale |
| ---------------------- | -------- | ----------------- | ------------------- | -------------------------- | --------------------------- | --------- | --------- | -------- | -------- |
| 1.                     | 1        | Petter Solberg    | Phil Mills          | Subaru Impreza WRC2004     | 555 Subaru WRT              | WRC       | 4h02'29"5 | –        | 10       |
| 2.                     | 5        | Marcus Grönholm   | Timo Rautiainen     | Peugeot 307 WRC            | Marlboro Peugeot Total      | WRC       | 4h02'35"4 | +5"9     | 8        |
| 3.                     | 7        | Markko Märtin     | Michael Park        | Ford Focus RS WRC 04       | Ford BP Rallye Sport        | WRC       | 4h02'55"1 | +25"6    | 6        |
| 4.                     | 3        | Sébastien Loeb    | Daniel Elena        | Citroën Xsara WRC          | Citroën Total WRT           | WRC       | 4h03'34"7 | +1'05"2  | 5        |
| 5.                     | 6        | Harri Rovanperä   | Risto Pietiläinen   | Peugeot 307 WRC            | Marlboro Peugeot Total      | WRC       | 4h04'53"2 | +2'23"7  | 4        |
| 6.                     | 4        | Carlos Sainz      | Marc Martí          | Citroën Xsara WRC          | Citroën Total WRT           | WRC       | 4h05'38"4 | +3'08"9  | 3        |
| 7.                     | 2        | Mikko Hirvonen    | Jarmo Lehtinen      | Subaru Impreza WRC2004     | 555 Subaru WRT              | WRC       | 4h08'12"0 | +5'42"5  | 2        |
| 8.                     | 12       | Daniel Carlsson   | Mattias Andersson   | Peugeot 206 WRC (2002)     | Bozian Racing               | WRC       | 4h15'53"3 | +13'23"8 | 1        |
| 9.                     | 63       | Dean Herridge     | Glenn MacNeall      | Subaru Impreza WRX STi     | Subaru Rally Team Australia | N4        | 4h18'12"4 | +15'42"9 | -        |
| 10.                    | 40       | Manfred Stohl     | Ilka Minor          | Mitsubishi Lancer Evo VII  | OMV World Rally Team        | N4 / PWRC | 4h18'53"3 | +16'23"8 | -        |
| Campionato piloti PWRC |          |                   |                     |                            |                             |           |           |          |          |
| 1. (10.)               | 40       | Manfred Stohl     | Ilka Minor          | Mitsubishi Lancer Evo VII  | OMV World Rally Team        | N4 / PWRC | 4h18'53"3 | –        | 10       |
| 2. (12.)               | 35       | Marcos Ligato     | Jorge del Buono     | Subaru Impreza WRX STi     | -                           | N4 / PWRC | 4h18'53"3 | +2'06"3  | 8        |
| 3. (13.)               | 39       | Alister McRae     | David Senior        | Subaru Impreza WRX STi     | R.E.D World Rally Team      | N4 / PWRC | 4h20'09"6 | +1'16"3  | 6        |
| 4. (14.)               | 41       | Jani Paasonen     | Sirkka Rautiainen   | Mitsubishi Lancer Evo VII  | OMV World Rally Team        | N4 / PWRC | 4h20'28"3 | +1'35"0  | 5        |
| 5. (15.)               | 31       | Toshihiro Arai    | Tony Sircombe       | Subaru Impreza WRX STi     | Subaru Team Arai            | N4 / PWRC | 4h20'44"1 | +1'50"8  | 4        |
| 6. (17.)               | 47       | Xevi Pons         | Oriol Julià Pascual | Mitsubishi Lancer Evo VIII | -                           | N4 / PWRC | 4h23'20"4 | +4'27"1  | 3        |
| 7. (20.)               | 44       | Nasser Al-Attiyah | Chris Patterson     | Subaru Impreza WRX STi     | -                           | N4 / PWRC | 4h27'33"9 | +8'40"6  | 2        |
| 8. (21.)               | 32       | Karamjit Singh    | Allen Oh            | Proton Pert                | Proton Pert Malaysia        | N4 / PWRC | 4h27'53"2 | +8'59"9  | 1        |

| Principali ritiri | Principali ritiri | Principali ritiri | Principali ritiri  | Principali ritiri          | Principali ritiri                   | Principali ritiri | Principali ritiri  | Principali ritiri |
| PS                | Nº                | Pilota            | Co-pilota          | Auto                       | Squadra                             | Classe            | Causa              | Pos.              |
| ----------------- | ----------------- | ----------------- | ------------------ | -------------------------- | ----------------------------------- | ----------------- | ------------------ | ----------------- |
| PS 2              | 9                 | Gilles Panizzi    | Hervé Panizzi      | Mitsubishi Lancer WRC04    | Mitsubishi Motors Motor Sports MMSP | WRC               | Problemi elettrici | 13º               |
| PS 2              | 10                | Kristian Sohlberg | Kaj Lindström      | Mitsubishi Lancer WRC04    | Mitsubishi Motors Motor Sports MMSP | WRC               | Problemi elettrici | 10º               |
| PS 4              | 11                | Henning Solberg   | Cato Menkerud      | Peugeot 206 WRC (2002)     | Bozian Racing                       | WRC               | Incidente          | 8º                |
| PS 5              | 43                | Gianluigi Galli   | Guido D'Amore      | Mitsubishi Lancer Evo VII  | -                                   | N4 / PWRC         | Incidente          | 11º               |
| PS 13             | 42                | Mark Higgins      | Michael Gibson     | Subaru Impreza WRX STi     | -                                   | N4 / PWRC         | Incendio           | 19º               |
| PS 20             | 33                | Dani Solà         | Xavier Amigò Colón | Mitsubishi Lancer Evo VIII | -                                   | N4 / PWRC         | Incidente          | 11º               |

Legenda
| Icona | Classe                                                                                  |
| ----- | --------------------------------------------------------------------------------------- |
| WRC   | Equipaggio di classe A8 che può conquistare punti per il campionato costruttori WRC     |
| WRC   | Equipaggio di classe A8 che non può conquistare punti per il campionato costruttori WRC |
| PWRC  | Equipaggio registrato al campionato PWRC                                                |
| JWRC  | Equipaggio registrato al campionato Junior WRC                                          |
|       | Ulteriori classificazioni                                                               |

### Prove speciali
| Frazione   | Data   | Prova | Ora   | Nome                  | Lunghezza | Vincitori                                                   | Tempo   | Velocità media | Leader del rally                  |
| ---------- | ------ | ----- | ----- | --------------------- | --------- | ----------------------------------------------------------- | ------- | -------------- | --------------------------------- |
| Frazione 1 | 15 Apr | PS1   | 19:25 | Manukau Super 1       | 2,10 km   | Markko Märtin Michael Park                                  | 1'24"5  | 89,47 km/h     | Markko Märtin Michael Park        |
| Frazione 1 | 15 Apr | PS2   | 19:55 | Manukau Super 2       | 2,10 km   | Petter Solberg Phil Mills                                   | 1'22"4  | 91,75 km/h     | Petter Solberg Phil Mills         |
| Frazione 1 | 16 Apr | PS3   | 10:13 | Wairere 1             | 18,90 km  | Petter Solberg Phil Mills e Marcus Grönholm Timo Rautiainen | 10'42"5 | 105,90 km/h    | Petter Solberg Phil Mills         |
| Frazione 1 | 16 Apr | PS4   | 10:51 | Cassidy               | 15,78 km  | Petter Solberg Phil Mills                                   | 9'13"7  | 102,60 km/h    | Petter Solberg Phil Mills         |
| Frazione 1 | 16 Apr | PS5   | 11:14 | Bull                  | 31,73 km  | Marcus Grönholm Timo Rautiainen                             | 19'55"6 | 95,54 km/h     | Marcus Grönholm Timo Rautiainen   |
| Frazione 1 | 16 Apr | PS6   | 13:13 | Wairere 2             | 18,90 km  | Harri Rovanperä Risto Pietiläinen                           | 10'27"2 | 108,48 km/h    | Petter Solberg Phil Mills         |
| Frazione 1 | 16 Apr | PS7   | 13:51 | Possum (Cassidy-Bull) | 48,21 km  | Harri Rovanperä Risto Pietiläinen                           | 28'55"9 | 99,98 km/h     | Harri Rovanperä Risto Pietiläinen |
| Frazione 1 | 16 Apr | PS8   | 19:25 | Manukau Super 3       | 2,10 km   | Petter Solberg Phil Mills                                   | 1'24"8  | 89,15 km/h     | Petter Solberg Phil Mills         |
| Frazione 1 | 16 Apr | PS9   | 19:46 | Manukau Super 4       | 2,10 km   | François Duval Stéphane Prévot                              | 1'24"0  | 90,00 km/h     | Petter Solberg Phil Mills         |
|            |        |       |       |                       |           |                                                             |         |                | Petter Solberg Phil Mills         |
| Frazione 2 | 17 Apr | PS10  | 11:23 | Parahi 1              | 25,18 km  | Marcus Grönholm Timo Rautiainen                             | 12'57"2 | 116,63 km/h    | Petter Solberg Phil Mills         |
| Frazione 2 | 17 Apr | PS11  | 12:16 | Batley 1              | 16,97 km  | Marcus Grönholm Timo Rautiainen                             | 9'23"1  | 108,49 km/h    | Petter Solberg Phil Mills         |
| Frazione 2 | 17 Apr | PS12  | 12:44 | Waipu Gorge 1         | 11,24 km  | Markko Märtin Michael Park                                  | 6'36"6  | 102,03 km/h    | Petter Solberg Phil Mills         |
| Frazione 2 | 17 Apr | PS13  | 13:07 | Brooks 1              | 16,03 km  | Markko Märtin Michael Park                                  | 9'47"3  | 98,26 km/h     | Petter Solberg Phil Mills         |
| Frazione 2 | 17 Apr | PS14  | 15:13 | Parahi 2              | 25,18 km  | Marcus Grönholm Timo Rautiainen                             | 12'41"2 | 119,09 km/h    | Petter Solberg Phil Mills         |
| Frazione 2 | 17 Apr | PS15  | 16:06 | Batley 2              | 16,97 km  | Marcus Grönholm Timo Rautiainen                             | 9'08"3  | 111,42 km/h    | Petter Solberg Phil Mills         |
| Frazione 2 | 17 Apr | PS16  | 16:34 | Waipu Gorge 2         | 11,24 km  | Sébastien Loeb Daniel Elena                                 | 6'26"3  | 104,75 km/h    | Petter Solberg Phil Mills         |
| Frazione 2 | 17 Apr | PS17  | 16:57 | Brooks 2              | 16,03 km  | Petter Solberg Phil Mills                                   | 9'34"4  | 100,47 km/h    | Petter Solberg Phil Mills         |
|            |        |       |       |                       |           |                                                             |         |                | Petter Solberg Phil Mills         |
| Frazione 3 | 18 Apr | PS18  | 09:54 | Te Hutewai 1          | 11,15 km  | Marcus Grönholm Timo Rautiainen                             | 7'52"4  | 84,97 km/h     | Petter Solberg Phil Mills         |
| Frazione 3 | 18 Apr | PS19  | 10:17 | Te Papatapu 1         | 16,62 km  | Petter Solberg Phil Mills                                   | 10'54"7 | 91,39 km/h     | Petter Solberg Phil Mills         |
| Frazione 3 | 18 Apr | PS20  | 10:45 | Whaanga Coast 1       | 29,60 km  | Sébastien Loeb Daniel Elena                                 | 21'31"4 | 82,52 km/h     | Marcus Grönholm Timo Rautiainen   |
| Frazione 3 | 18 Apr | PS21  | 12:28 | Te Hutewai 2          | 11,15 km  | Marcus Grönholm Timo Rautiainen                             | 7'46"0  | 86,14 km/h     | Marcus Grönholm Timo Rautiainen   |
| Frazione 3 | 18 Apr | PS22  | 12:51 | Te Papatapu 2         | 16,62 km  | Petter Solberg Phil Mills                                   | 10'43"5 | 92,98 km/h     | Petter Solberg Phil Mills         |
| Frazione 3 | 18 Apr | PS23  | 13:19 | Whaanga Coast 2       | 29,60 km  | Marcus Grönholm Timo Rautiainen                             | 20'47"1 | 85,45 km/h     | Petter Solberg Phil Mills         |

## Classifiche mondiali
Classifica piloti
| Pos. | Pos. | Pilota          | Punti |
| ---- | ---- | --------------- | ----- |
| 1    | 1    | Markko Märtin   | 26    |
| 2    | 1    | Sébastien Loeb  | 25    |
| 3    |      | Marcus Grönholm | 24    |
| 4    | 1    | Petter Solberg  | 23    |
| 5    | 1    | François Duval  | 14    |
| 6    |      | Carlos Sainz    | 13    |
| 7    | 1    | Mikko Hirvonen  | 6     |
| 8    | 1    | Janne Tuohino   | 5     |
| 9    | N    | Harri Rovanperä | 4     |
| 10   | 1    | Freddy Loix     | 4     |
| 11   | 1    | Gilles Panizzi  | 4     |
| 12   | 1    | Henning Solberg | 3     |
| 13   | 1    | Jussi Välimäki  | 2     |
| 14   | 1    | Daniel Carlsson | 2     |
| 15   | 2    | Olivier Burri   | 1     |

Classifica costruttori WRC
| Pos. | Pos. | Squadra                             | Punti |
| ---- | ---- | ----------------------------------- | ----- |
| 1    |      | Ford BP Rallye Sport                | 47    |
| 2    |      | Citroën Total WRT                   | 38    |
| 3    |      | Marlboro Peugeot Total              | 33    |
| 4    |      | 555 Subaru WRT                      | 31    |
| 5    |      | Mitsubishi Motors Motor Sports MMSP | 5     |